# منیفلد توپولوژیکی
در توپولوژی، یک منیفلد توپولوژیکی (به انگلیسی: Topological Manifold) فضای توپولوژیکی است که به طور موضعی شبیه فضای اقلیدسی n-بعدی حقیقی می‌باشد. منیفلدهای توپولوژیکی دسته مهمی از فضاهای توپولوژیکی هستند که در سرتاسر ریاضیات کاربرد دارند. تمام منیفلدها، بنا بر تعریف، منیفلدهای توپولوژیکی هستند. انواع دیگر منیفلدها با افزودن ساختارهایی بر روی منیفلدهای توپولوژیکی بدست می آیند (مثل منیفلدهای دیفرانسیل‌پذیر که همان منیفلدهای توپولوژیکی هستند که بر رویشان یک ساختار دیفرانسیل تعریف شده است، یا به عبارتی مجهز به چنین ساختار دیفرانسیلی شده‌اند). زیربنای هر منیفلد، یک منیفلد توپولوژیکی است که از «فراموش کردن» ساختار اضافه مذکور بدست می‌آید.